# Doyo Lama
Doyo Lama est un site mégalithique d'Océanie. Il se trouve sur les rives du lac Sentani, en Nouvelle-Guinée occidentale (Indonésie).  
Ce site pourrait avoir été construit sous influence micronésienne. Le site est sur une colline au nord-ouest du lac. Il compte aussi des pétroglyphes.